# Каменка (Ивано-Франковская область)
Каменка (укр. Кам'янка) — село в Рогатинской городской общине Ивано-Франковского района Ивано-Франковской области Украины.
Население по переписи 2001 года составляло 21 человек. Занимает площадь 0.754 км². Почтовый индекс — 77010. Телефонный код — 03435.